# Casal Palocco

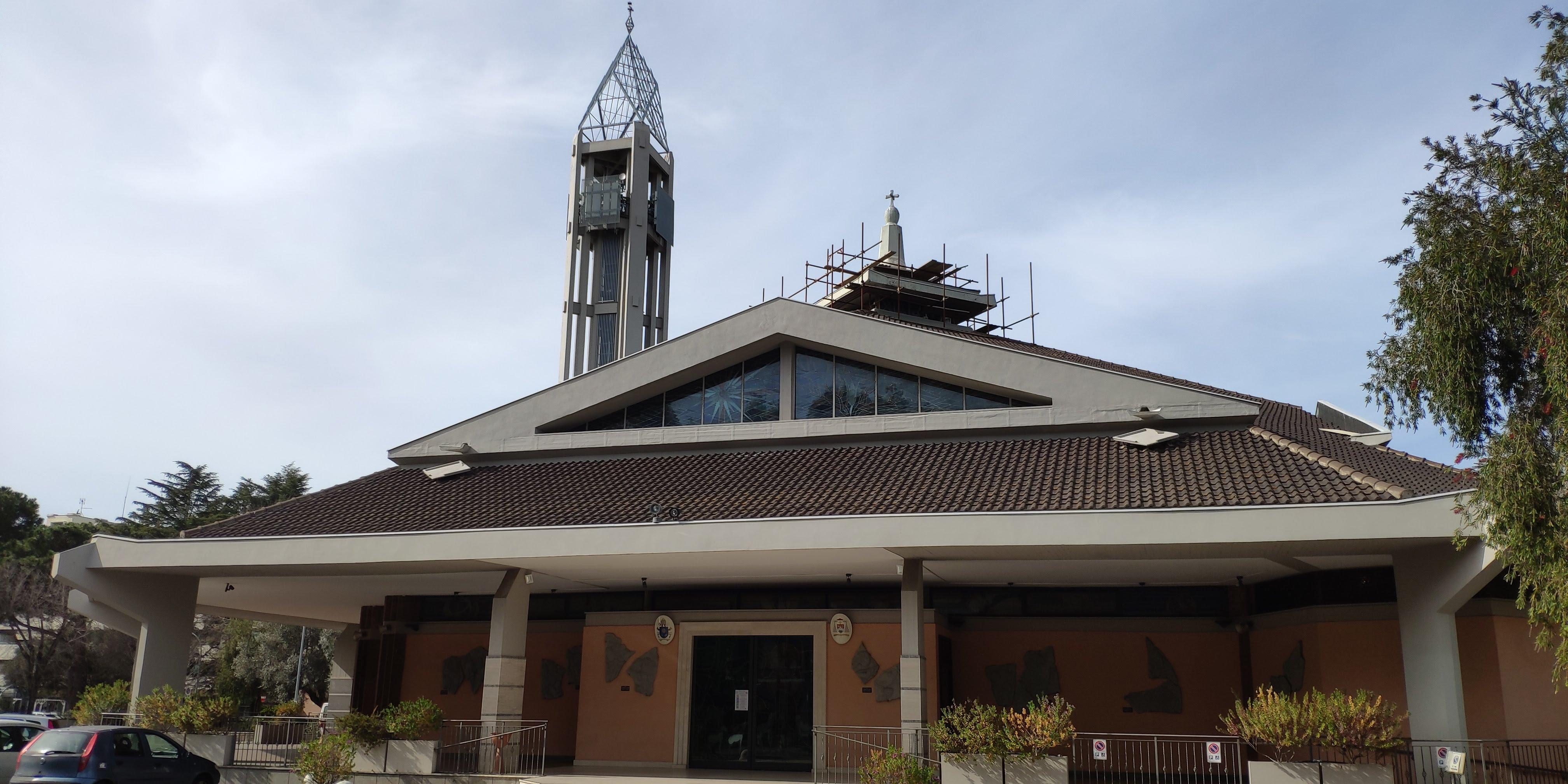
Chiesa di San Timoteo

Casal Palocco è la trentaquattresima zona di Roma, indicata con Z. XXXIV.
Il toponimo Casalpalocco indica una frazione di Roma Capitale.

## Geografia fisica

### Territorio
Si trova nell'area sud-ovest di Roma, oltre il Grande Raccordo Anulare, fra la via del Mare a nord-ovest e via Cristoforo Colombo a sud-est. Tale zona comprende 4 aree residenziali, tra cui Axa ispirata alla concezione di Casalpalocco ma voluta per una borghesia medio alta e minori spazi verdi, e Madonnetta che all'opposto sorge in maniera incontrollata e appartiene alle zone O di Roma.
La zona confina:
- a nord-ovest con il quartiere Q. XXXIII Lido di Ostia Ponente[N 1] e con le zone Z. XXXV Ostia Antica[N 2] e Z. XXXII Acilia Nord[N 3]
- a nord-est con la zona Z. XXXIII Acilia Sud[N 4]
- a sud-est con la zona Z. XXX Castel Fusano[N 5] e il quartiere Q. XXXV Lido di Castel Fusano[N 6]
- a ovest con il quartiere Q. XXXIV Lido di Ostia Levante[N 7]

Insieme alla zona di Castel Fusano è la sola, delle attuali 53 di Roma, i cui confini non sono delimitati da alcuno fra il Grande Raccordo Anulare, il Tevere, il Mar Tirreno o un altro comune. Tutte le altre zone confinano con almeno uno di essi.
La zona residenziale di Casalpalocco si estende nello specifico tra via Cristoforo Colombo e via dei Pescatori e confina con le altre zone residenziali di Madonnetta, Axa, Infernetto e Palocco 84.

## Storia
L'idea di Casal Palocco urbanizzata nasce tra gli anni trenta e quaranta, con l’obbiettivo di creare un'area nobile nella zona sud di Roma. Nelle intenzioni del Regime fascista vi era l'idea dell'EUR come centro della Capitale, idea da rendere operativa definitivamente dopo l'Esposizione Universale del 1942, quindi un quartiere residenziale, alla cui progettazione parteciparono Adalberto Libera, uno degli architetti protagonisti del Razionalismo italiano, Raffaele De Vico, Pietro Porcinai e Maria Teresa Parpagliolo per la sistemazione di parchi e giardini.
Il progetto viene elaborato nel 1958 e realizzato a partire dal 1961. Le prime ville, costruite in effetti nel Secondo dopoguerra, furono una ardita realizzazione di sistemi antisismici, abitazioni grandiose, lussuose, mai eccessive. La successiva edificazione si deve alla Società generale immobiliare e rappresenta il primo esempio di progettazione urbanistica integrata della Capitale; infatti nei progetti furono subito individuate e realizzate le aree ad unità abitativa, quelle con finalità commerciali, e prevedendo anche zone destinate a verde o ad attività sportive, presenti oggi in così gran numero sul territorio del quartiere da conferirgli il nome di "Quartiere verde".
Oggi la cura nella manutenzione delle servitù verdi legate alle abitazioni, il pro-capite di densità abitativa, rendono il "borghetto" studiato da università di vari continenti.

## Monumenti e luoghi d'interesse

### Architetture civili
- Villa Ronconi, realizzata negli anni 70 secondo lo stile brutalista.
- Casa Scroddi, realizzata nel 1972 seguendo lo stile delle vecchie case inglesi. Ristrutturata negli anni 20 del XXI secolo.
- Casa Cento, si dice che la prima generazione ad abitarci fosse composta da 100 membri. Ora dimora e residenza di un noto giocatore di tennis italo-asiatico vincitore nel 2023 del torneo di tennis della Polisportiva.

### Architetture religiose
- Chiesa di San Timoteo, su viale Prassilla. Chiesa del XX secolo (1968-70).

### Aree naturali

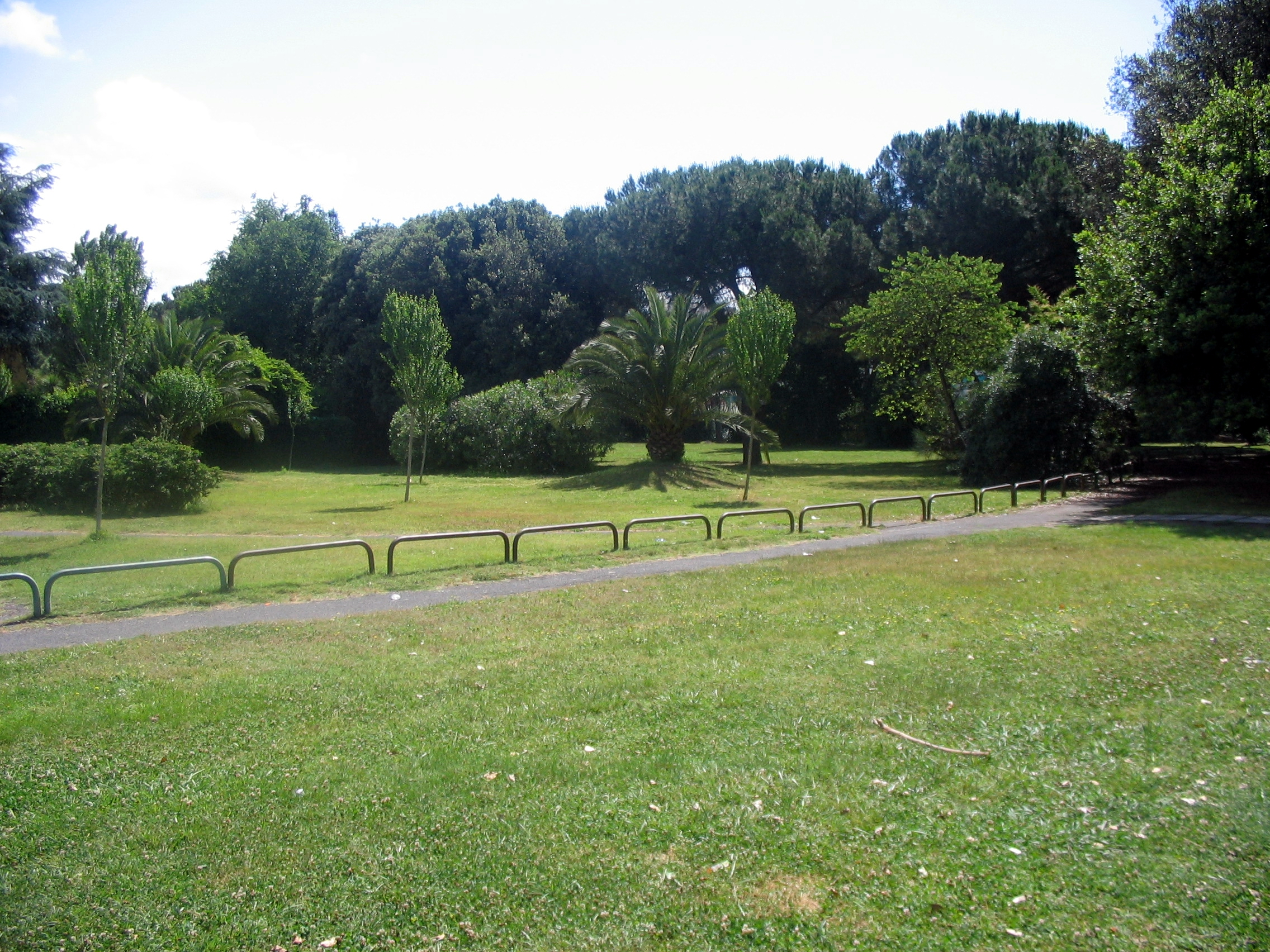
Parco in via di Casal Palocco

Da via di Casalpalocco a via Diofanto si estende il "pratone", giardino pubblico non recintato; questo parco, come le altre aree verdi, è stato progettato e realizzato mantenendo alcuni degli alberi più antichi (sugheri, pini marittimi, corbezzoli) e precedenti alla bonifica della palude, e integrandoli con altri come i Callistemon.
Le principali strade del quartiere formano un 8, le carreggiate sono separate da una striscia verde alberata e sono attrezzate come "strada parco".

### Altro
- Metro Drive In, accesso da piazza Fonte degli Acilii. Struttura del XX secolo (1957). 41.755336°N 12.366606°E

Andato in disuso nella seconda metà degli anni '80, fu recuperato nel 1997.
Teatro
Teatro Leontini

## Cinema e televisione
- Nel Carosello Saiwa intitolato "Le canzoni alla Gigetto" (1972-83), con Ninetto Davoli, la scena (presente in ogni episodio) in cui consegna i crackers è stata girata nel comprensorio "Gli Ulivi" di Casal Palocco.
- Nel film Io e Caterina (1980): girata nella piazza del centro commerciale Le Terrazze la scena in cui Alberto Sordi incontra Edwige Fenech vestita da cow-boy moderna, mentre scarica la spesa nella sua auto.
- Nel film Tenebre (1982): nella nota piazza del centro commerciale Le Terrazze, fu girata la scena della morte alla luce del sole di John Saxon.
- Nel film 7 chili in 7 giorni (1986), di Luca Verdone con Carlo Verdone e Renato Pozzetto, alcune scene sono state girate a Le Terrazze, ove nella finzione scenica era situato il negozio della moglie (Silvia Annicchiarico) di Alfio Tamburini (Carlo Verdone). Il negozio era in realtà la Casa del Gambero, esercizio adibito alla vendita di soli surgelati gestito dalla famiglia Boschetto e nei locali del quale si trova ora un'altra attività.
- Nel film Da grande (1987), di Franco Amurri e con Renato Pozzetto, una delle scene principali è stata girata proprio a Casal Palocco, presso il centro commerciale Le Terrazze e all'interno del supermercato.
- Nel film Caro diario (1993) di Nanni Moretti, l'attore-regista visita il quartiere contestando a un abitante la scelta di andare ad abitare a Casal Palocco nei primi anni sessanta (1962), quando Roma "era bellissima" e di condurre una vita da suburb americano tra pantofole, film in videocassetta, cani da guardia dietro i cancelli delle ville, e pizze in contenitori di cartone.

## Geografia antropica

### Urbanistica
Nel territorio di Casal Palocco si estende gran parte della zona urbanistica 13D Palocco, parte della zona 13C Acilia Sud e la sezione sud della zona 13E Ostia Antica. Fanno parte della zona anche le aree urbane di Longarina (zona "O" 41), Acilia Saline (PdZ B36) e Stagni di Ostia (PdZ B42).

### Frazioni

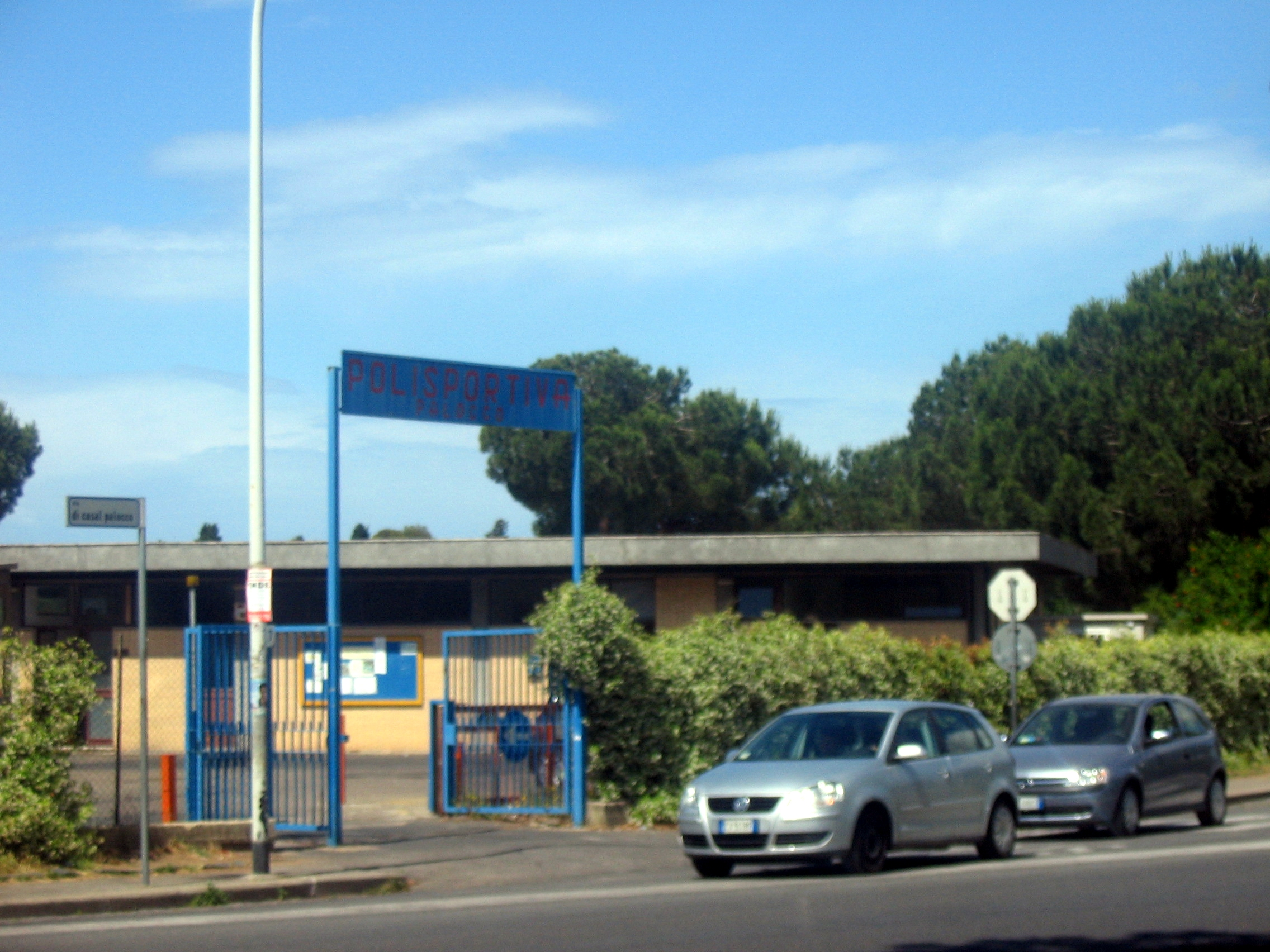
La Polisportiva

Il centro residenziale di Casalpalocco si estende tra via Cristoforo Colombo, che la separa dalla frazione di Infernetto, e via dei Pescatori.
La frazione è fornita di diversi centri sportivi e commerciali; caratteristica principale è l'abbondante e curata vegetazione che adorna le strade.
Un grande complesso sportivo è la Polisportiva, dotata di campi da tennis, calcio, pallacanestro e pallavolo, di una pista di pattinaggio, di una piscina e una palestra (con due sale) dove si svolgono, tra l'altro, corsi di judo e jujutsu.
Poco distante si trova il centro commerciale Le Terrazze, un vasto centro all'aperto con due piani, dotato di una grande varietà di negozi. Un altro (più piccolo) centro commerciale è il cosiddetto "Centro Bianco".
Celebre è il complesso del Metro Drive In, oggi attrezzato, oltre che con il cinema all'aperto, con piste di pattinaggio a rotelle, minimoto e karting.
Casal Palocco dispone di un complesso di istruzione superiore, il Democrito, suddiviso in liceo scientifico e liceo classico sperimentale.
La gestione del verde pubblico del quartiere e una parte della rete stradale interna è demandata a un Consorzio finanziato dai residenti, che si occupa anche di rappresentare i residenti nelle varie sedi competenti. Un vivace giornale di quartiere, distribuito gratuitamente, è edito dalla locale Polisportiva.
I quartieri facenti parte del decimo municipio e che circondano la verde Casal Palocco sono l'Axa, l'Infernetto, Madonnetta e Palocco 84, il complesso residenziale situato a sud di Casal Palocco, che prende il nome dall'anno della sua costruzione.
I condomini sono indicati con il termine Isola seguito da un numero; ad esempio, sono condomini del quartiere l'Isola 28 Sud o l'Isola 45.

### Odonimia

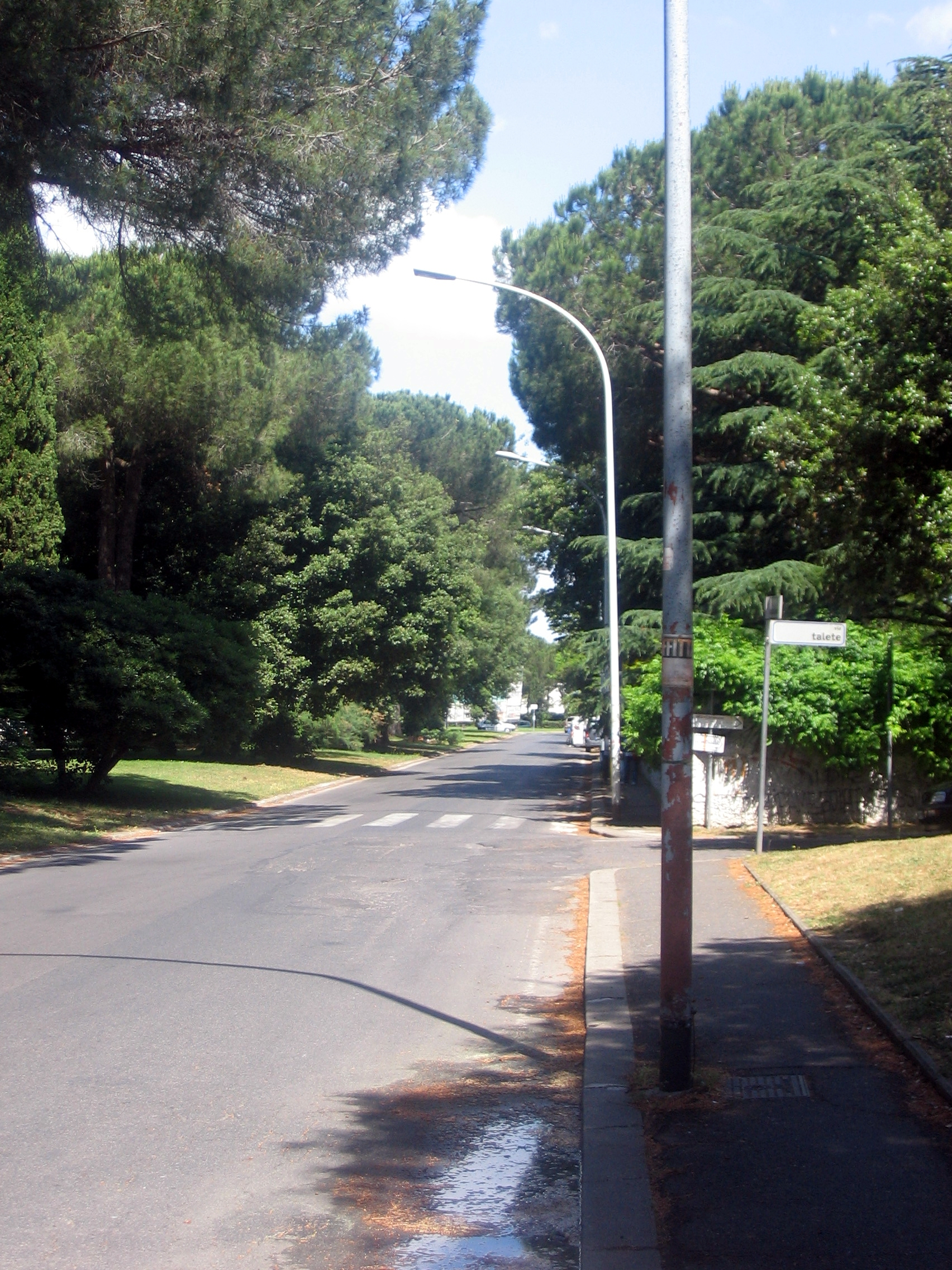
Viale Alessandro Magno

Le strade di Casal Palocco sono dedicate principalmente a educatori e personaggi storici greci; le due vie principali sono viale Gorgia da Leontini e viale Alessandro Magno.

## Sport

### Calcio
- A.P.D. Palocco (colori sociali Blu Arancione) che, nel campionato 2019-20, milita nel campionato maschile di Promozione.[3]

### Pallacanestro
- Palocco che nel 2019-2020 milita nel campionato maschile di Serie D.[4]

### Pallavolo
- Roma Volley Club ssdrl che nel 2019-2020 milita nel campionato maschile di Serie C.[5]

### Impianti sportivi
Golf Club Casal Palocco, percorso da 9 buche. 

### Annotazioni
1. ↑  Separata dalla via del Mare, dall'altezza del cavalcavia viale dei Promontori/via delle Azzorre, fino all'altezza di via di Tor Boacciana.
2. ↑  Separata dalla via del Mare, dall'altezza di via di Tor Boacciana al canale dei Pescatori.
3. ↑  Separata da via del Mare, nel tratto dal canale dei Pescatori fino all'altezza di via Macchia Saponara.
4. ↑  Separata da via di Macchia Saponara e via Pindaro, da via del Mare a via Cristoforo Colombo.
5. ↑  Separata da via Cristoforo Colombo, nel tratto da via Pindaro a viale del Circuito, da questo in linea d'aria fino al fosso di Dragoncello, da questo fino al canale dei Pescatori fino al ponte di viale della Villa di Plinio.
6. ↑  Separato dal canale dei Pescatori, nel tratto dal ponte di viale della Villa di Plinio all'altezza, in linea d'aria, di viale dei Promontori.
7. ↑  Separata da viale dei Promontori, in linea d'aria dal canale dei Pescatori fino al cavalcavia viale dei Promontori/via delle Azzorre.

### Fonti
1. ↑   Al Teatro Leontini questa settimana, su palocconline.it.
2. ↑   Piano particolareggiato di Zona "O" n. 41 - "Via Pernier - Longarina", su Roma Urbanistica.
3. ↑   Scheda Palocco - Promozione Girone A Lazio - Tuttocampo.it, su www.tuttocampo.it. URL consultato il 5 dicembre 2023.
4. ↑  Il campionato regionale sul sito della FIP
5. ↑  Il campionato sul sito Federvolley Comitato regionale Lazio
6. ↑   Casal Palocco circolo del golf, su golfcasalpalocco.it. URL consultato il 3 agosto 2024.